# Pascal Martin (journaliste et écrivain)
 (février 2015).
Si vous disposez d'ouvrages ou d'articles de référence ou si vous connaissez des sites web de qualité traitant du thème abordé ici, merci de compléter l'article en donnant les références utiles à sa vérifiabilité et en les liant à la section « Notes et références ».
Pour les articles homonymes, voir Pascal Martin.
Pascal Martin est un journaliste et écrivain français né le 7 décembre 1952 à Sainte-Geneviève-des-Bois (Seine-et-Oise) et mort le 30 juillet 2020 au Porge (Gironde).

## Biographie
Dans les années 1980, il a cocréé l'ADIR (Agence de diffusion de l'information) et fournit une série de films sur la guerre à Beyrouth, le trafic de squelettes à Calcutta, l'arrivée au pouvoir de Khomeiny. Au début des années 1990, il rejoint France 2 en tant que grand reporter pour Envoyé Spécial et devient écrivain avec la série des coureurs de nuits. Au début des années 2000, il crée la série Dans le secret de... avec Jacques Cotta en compagnie de qui il réalise plus de quarante numéros de cette collection. En 2015, il lance sa série de livres Le monde selon Cobus.
Sa mort à l'âge de 67 ans est annoncée en fin du journal télévisé de France 2 du 3 août 2020.

### SérieLe Monde selon Cobus
- Du danger de perdre patience en faisant son plein d'essence, Robert Laffont, février 2015  (ISBN 978-2-221-14665-1)
- Bienvenue dans le Bronx, Robert Laffont, février 2016  (ISBN 978-2-221-19143-9)
- La Métamorphose, Edition Jigal, 2019  (ISBN 9782377220939)

### Polars noirs
- La Reine noire, éditions Jigal, 2018
- L'Affaire Perceval, éditions Jigal, 2019

## Filmographie
- Front national la nébuleuse (Envoyé spécial) Sept d'or dans la catégorie reportage en 1992
- Dans le secret de ... plus de quarante numéros réalisés avec  Jacques Cotta.